# Где-то гремит война
«Где-то гремит война» — советский телефильм 1986 года режиссёра Артура Войтецкого по одноимённой автобиографичной повести Виктора Астафьева.

## Сюжет
Герой фильма — семнадцатилетний Митя Ненашкин, которого война застала в далеком тылу в Сибири. Много тяжелого, трагичного пришлось ему пережить, повидать. Но в подавляющем большинстве Мите встречались добрые, мужественные люди, готовые прийти на помощь другим, поделиться последним. В этой обстановке формировался характер смышлёного, храброго парня, ушедшего добровольцем на фронт.

В основе фильма факты из жизни самого писателя, составившие сюжетную ткань его известной повести «Последний поклон».

«Свою войну» переживает и главный герой Митя Ненашкин, семнадцатилетний паренек из сибирского села, ученик ремесленного училища. Пока он учится «на составителя поездов», — где-то, вдали от родных мест, гремит война. Но он видит, сколько горя и лишений несет она, как обнажает души людские. Становится видна суть человека. И дядя Левонтий, и бабушка Катерина Петровна, и тетя Августа, и Ксения все эти дорогие Мите люди сохранили душевное тепло и милосердие, готовность в любую минуту прийти на помощь, стать другому опорой. Митя переполне желанием защитить их жизнь, свой дом, поля и и леса, что необозримо раскинулись вокруг. Митя идет добровольцем на фронт.— Э. Косничук, журнал «Телевидение и радиовещание», 1986

## В ролях
- Евгений Пашин — Митя Ненашкин
- Галина Макарова — Катерина Петровна, его бабушка
- Ольга Машная — Ксения
- Татьяна Шестакова — Августа
- Михаил Голубович — дядя Вася
- Афанасий Кочетков — Левонтий
- Михаил Глузский — Артемьев, врач
- Тамара Четникова — Васеня
- Майя Булгакова — Дарья Митрофановна
- Евгений Весник — Королёв, начальник станции
- Виталий Базин — Федя, сержант
- Анатолий Пашнин — Мельников
- Владимир Селиванов — Кузьма
- Наташа Пигалкина — Лийка
- Таня Горчакова — Капа
- Владимир Иванов — Кеша
- Маргарита Кошелева — эпизод

## Литературная основа
В основе сюжета — повесть «Где-то гремит война» Виктора Астафьева из цикла «Последний поклон» автобиографических рассказов и повестей о трудном, голодном, но прекрасном деревенском детстве, написанной в 1967 году (впервые напечатана в журнале «Молодая гвардия» № 2 1967). Сам писатель принял участие в создании фильма и в частном письме рекомендовал его:

Осенью же по телевизору покажут трёхсерийный фильм «Где—то гремит война». Не прозевай, хороший фильм. Обнимаю тебя.— из письма В. Н. Таничеву от 21 августа 1986 года

## Съёмки
Фильм снимается в родных для Астафьева местах в районах Абакана, Ачинска, Енисейска, Усинска Красноярского края.
В не указанных в титрах эпизодических ролях задействованы актёры Красноярского краевого драматического театра имени А. С. Пушкина: Галина Саламатова, Павел Семенихин, Николай Бухонов.

## Критика
Современная телефильму критика с сожалением отмечала, что «не стала сколь-нибудь заметным событием серьёзная работа такого интересного режиссёра, как А. Войтецкий».